# Liste der Landwirtschaftsminister Namibias
Dies ist eine Liste der Landwirtschaftsminister Namibias.

## Minister
| Nr. | Foto | Name | Lebensdaten | Partei | Kabinett | Amtszeit (Beginn) | Amtszeit (Ende) |
| Minister für Landwirtschaft, Fischerei, Wasser und Ländliche Entwicklung Minister of Agriculture, Fisheries, Water and Rural Development | Minister für Landwirtschaft, Fischerei, Wasser und Ländliche Entwicklung Minister of Agriculture, Fisheries, Water and Rural Development | Minister für Landwirtschaft, Fischerei, Wasser und Ländliche Entwicklung Minister of Agriculture, Fisheries, Water and Rural Development | Minister für Landwirtschaft, Fischerei, Wasser und Ländliche Entwicklung Minister of Agriculture, Fisheries, Water and Rural Development | Minister für Landwirtschaft, Fischerei, Wasser und Ländliche Entwicklung Minister of Agriculture, Fisheries, Water and Rural Development | Minister für Landwirtschaft, Fischerei, Wasser und Ländliche Entwicklung Minister of Agriculture, Fisheries, Water and Rural Development | Minister für Landwirtschaft, Fischerei, Wasser und Ländliche Entwicklung Minister of Agriculture, Fisheries, Water and Rural Development | Minister für Landwirtschaft, Fischerei, Wasser und Ländliche Entwicklung Minister of Agriculture, Fisheries, Water and Rural Development |
| --- | --- | --- | --- | --- | --- | --- | --- |
| 01 | | Gert Hanekom | 1930–1999 | SWAPO | Nujoma I | 1990 | 1991 |
| Minister für Landwirtschaft, Wasser und Ländliche Entwicklung Minister of Agriculture, Water and Rural Development                       | | | | | | | |
| 0 | | Gert Hanekom | 1930–1999 | SWAPO | Nujoma I | 1991 | 1992 |
| 02 | | Anton von Wietersheim | 1951– | SWAPO | Nujoma I | 1992 | 1993 |
| 03 | | Nangolo Mbumba | 1941– | SWAPO | Nujoma I | 1993 | 1995 |
| Minister für Landwirtschaft, Wasser und Forstwirtschaft Minister of Agriculture, Water and Forestry                                      | | | | | | | |
| 0 | | Nangolo Mbumba | 1941– | SWAPO | Nujoma II | 1995 | 1996 |
| 04 | | Helmut Angula | 1945– | SWAPO | Nujoma II | 1996 | 2000 |
| Minister für Landwirtschaft, Wasser und Ländliche Entwicklung Minister of Agriculture, Water and Rural Development                       | | | | | | | |
| 0 | | Helmut Angula | 1945– | SWAPO | Nujoma III | 2000 | 2005 |
| Minister für Landwirtschaft, Wasser und Forstwirtschaft Minister of Agriculture, Water and Forestry                                      | | | | | | | |
| 05 | | Nickey Iyambo | 1936–2019 | SWAPO | Pohamba I | 2005 | 2008 |
| 06 | | John Mutorwa | 1957– | SWAPO | Pohamba I | 2008 | 2010 |
| 06 | Pohamba II | John Mutorwa | 1957– | SWAPO | 2010 | 2015 | |
| 06 | Geingob I | John Mutorwa | 1957– | SWAPO | 2015 | 2018 | |
| 07 | | Alpheus ǃNarusebKlicklaut | 1954– | SWAPO | Geingob I | 2018 | 2020 |
| Minister für Landwirtschaft, Wasser und Landreform Minister of Agriculture, Water and Land Reform                                        | | | | | | | |
| 08 | | Calle Schlettwein | 1954– | SWAPO | Geingob II Mbumba | 2020 | 2025 |
| Minister für Landwirtschaft, Fischerei, Wasser und Landreform Minister of Agriculture, Fisheries, Water and Land Reform                  | | | | | | | |
| 09 | | Mac-Albert Hengari | | SWAPO | Nandi-Ndaitwah | 2025 | 2025 |
| 10 | | Inge Zaamwani-Kamwi | | SWAPO | Nandi-Ndaitwah | 2025 | |